# Hội đồng bộ trưởng Bắc Âu
Hội đồng bộ trưởng Bắc Âu là một cơ quan hợp tác liên chính phủ các nước Bắc Âu và là cơ quan sánh đôi với Hội đồng Bắc Âu. Hội đồng này được thành lập năm 1971 gồm các bộ trưởng của các chính phủ 5 nước Bắc Âu là Đan Mạch, Thụy Điển, Na Uy, Phần Lan, Iceland và chính phủ của 3 lãnh thổ tự trị Greenland, Quần đảo Faroe, Quần đảo Åland.
Trách nhiệm cao nhất thuộc về các thủ tướng, nhưng về thực tế thì trách nhiệm thuộc về các bộ trưởng hợp tác và Ủy ban hợp tác Bắc Âu.
Chức chủ tịch Hội đồng do 5 nước hội viên luân phiên nắm giữ với nhiệm kỳ một năm.
Trụ sở chính của Hội đồng bộ trưởng Bắc Âu đặt tại Copenhagen, chung với trụ sở của Hội đồng Bắc Âu.

## Hội đồng bộ trưởng
Ngoài các thủ tướng và các bộ trưởng hợp tác, Hội đồng bộ trưởng Bắc Âu còn gồm một loạt bộ trưởng chuyên ngành gồm 17 lãnh vực. Tới năm 2005, dưới sự chủ tọa của Đan Mạch, Hội đồng đã quyết định cắt giảm và nhập chung lại thành 10 lãnh vực hợp tác dưới đây:
- chính sách về thị trường lao động và môi trường lao động
- chính sách vùng, nghề nghiệp và năng lượng
- chính sách về đánh bắt cá, nông nghiệp, lâm nghiệp và thực phẩm
- chính sách hợp tác văn hóa
- vấn đề bình đẳng xã hội
- vấn đề lập pháp
- chính sách bảo vệ môi sinh
- chính sách y tế và xã hội
- chính sách đào tạo và nghiên cứu
- chính sách kinh tế, tài chính

Như vậy đã nhập chung 2 lãnh vực năng lượng và vùng vào với nghề nghiệp, đồng thời bãi bỏ 5 lãnh vực đấu tranh chống ma túy, kỹ thuật thông tin, chính sách tiêu dùng, giao thông, xây dựng và nhà ở.
Các thủ tướng, bộ trưởng đối ngoại và quốc phòng họp thường kỳ, trong số đó có cuộc họp trước khóa họp Hội đồng bộ trưởng Liên minh châu Âu.

## Nha thư ký và ngân sách
Nha thư ký của Hội đồng bộ trưởng Bắc Âu đặt tại Copenhagen, gồm khoảng 100 nhân viên, dưới sự lãnh đạo của một tổng thư ký.
Các chi phí của Hội đồng được chia đều cho các nước hội viên, tính theo tỷ lệ tổng sản phẩm quốc dân (GNP)của mỗi nước. Ngân sách của Hội đồng năm 2006 là 816 triệu krone Đan Mạch, tức khoảng 33 krone/đầu người.

## Các cơ quan, văn phòng và quỹ
Hội đồng bộ trưởng Bắc Âu tài trợ toàn phần hoặc từng phần các cơ quan, viện, quỹ, văn phòng sau đây:

### Các cơ quan, viện
- viện nghiên cứu năng lượng Bắc Âu
- trung tâm canh tân Bắc Âu (nhập chung Quỹ công nghiệp Bắc Âu và Nord Test)
- viện vật liệu nha khoa Bắc Âu
- trung tâm phóng viên Bắc Âu
- trung tâm nghệ sĩ Bắc Âu
- trung tâm đào tạo nhân viên cho các người mù và câm điếc Bắc Âu
- ngân hàng gien thực vật Bắc Âu
- trường cao đẳng khoa học y tế nhân dân Bắc Âu
- viện nghiên cứu phụ nữ và giới tính Bắc Âu
- viện đào tạo chuyên sâu trong lãnh vực môi trường lao động Bắc Âu
- tiểu ban nghiên cứu ma túy và rượu Bắc Âu
- cơ quan hợp tác về vấn đề người tàn tật Bắc Âu
- chương trình đào tạo phát triển dịch vụ xã hội Bắc Âu
- trung tâm thông tin về nghiên cứu truyền thông Bắc Âu
- NordForsk
- viện nghệ thuật đương đại Bắc Âu
- trung tâm nghệ thuật sân khấu Bắc Âu
- viện vật lý lý thuyết Bắc Âu
- nhà văn hóa Bắc Âu tại Reykjavík (thủ đô Iceland)
- nhà văn hóa Bắc Âu tại Qưần đảo Faroe
- viện Bắc Âu tại Phần Lan, Greenland và Åland

### Các quỹ
- Quỹ xuất cảng dự án Bắc Âu
- Quỹ văn hóa Bắc Âu
- Quỹ phim và truyền hình Bắc Âu
- Quỹ Nordplus
- Quỹ các học bổng cho Estonia, Latvia, Litva và Tây bắc Nga

### Các văn phòng
Hội đồng bộ trưởng Bắc Âu có các văn phòng tại 3 nước Estonia, Latvia, Litva và Sankt-Peterburg (Nga). Ngoài ra còn có 17 phòng thông tin trong và ngoài Bắc Âu, cùng dịch vụ Hallo Norden.

## Danh sách các tổng thư ký Hội đồng bộ trưởng Bắc Âu
- 1972-1973: Gudmund Saxrud (Na Uy)
- 1973-1978: Olli Bergman (Phần Lan)
- 1978-1982: Hans Kühne (Đan Mạch)
- 1982-1985: Ragnar Sohlman (Thụy Điển)
- 1985-1992: Fridtjov Clement (Na Uy)
- 1992-1996: Pär Stenbäck (Phần Lan)
- 1996-2002: Søren Christensen (Đan Mạch)
- 2003-2006: Per Unckel (Thụy Điển)
- 2007- ?: Halldór Ásgrímsson (Iceland)